# Havering
Městská část Havering, oficiální název – London Borough of Havering, je londýnský městský obvod na východě Londýna, který je součástí Vnějšího Londýna.
Městská část vznikla v roce 1965 spojením částí Essexu Municipal Borough of Romford a Hornchurch Urban District. Jméno je odvozeno z Royal Liberty of Havering, která zahrnovala oblast téměř totožnou se současným Haveringem.
Havering hraničí řekou Temží s Bexley na jihu, s Redbridge a Barking a Dagenhamem na západě, s Essexem na severu a s Thurrockem na východě.
Obvod má oblasti s vysokou hustotou obyvatel a zároveň jeho velkou část tvoří parky a polovinu plochy tvoří chráněný pás zeleně. Havering má pozoruhodně vysoký podíl bělochů v porovnání s ostatními částmi Londýna (95,1 %). Nejpočetnější menšinou jsou Indové (1,2 %).

## Obchod a průmysl
Romford je hlavním komerčním centrem obvodu s malou oblastí v okolí nádraží, ve které jsou především kanceláře. Existují zde i malá střediska průmyslu na jihu mezi Rainhamem a Temží.
Hlavní obchodní středisko – Liberty Shopping Centre, spojené se sousedícími obchůdky v podloubí, se také nacházejí v Romfordu. Na severu Romfordu je Romford Market – největší tržiště obvodu a blízkého okolí. Dalšími obchodními centry jsou Hornchurch a Upminster.
Romford je místo z největší koncentrací nočních podniků – barů a nočních klubů – v rámci Velkého Londýna mimo West End. V důsledku této vysoké koncentrace zábavních podniků a systému dopravy, který paprskovitě vychází z tohoto místa, nejsou v obvodu další oblasti zábavy.

## Osídlení
Důsledkem spojení metrem a rychlou železnicí s centrem Londýna z dopravních uzlů v Romfordu a Upminsteru byl značný rozvoj osídlení Haveringu v posledním století.
Vývoj osídlení obvodu měl dvě etapy. První - výstavba rodinných domků střední třídy ve Viktoriánské a Eduardovské době. Zahradní předměstí Upminster, Emerson Park a Gidea Park (známé také jako Romford Garden Suburb) vyrostly v okolí železniční trati napříč Haveringem od Liverpool Street a Fenchurch Street na po roce 1800.
Ve 30. letech 20. století byla trasa District Line elektrifikována a prodloužena až do Upminsteru s novými zastávkami  Elm Park a Upminster Bridge. To způsobilo novou vlnu bytové výstavby obyvatel dělnické třídy v okolí nové trasy metra. Navíc v severní části obvodu byla vybudována sídliště Harold Hill a Collier Row jako podpora řešení nedostatku bytů po druhé světové válce.

## Obvody městské části
Charakter zahradního předměstí a domky postavené v poválečném období v je v obvodu možno vidět až do současnosti. Plány na průmyslový rozvoj ve větší části obvodu narážejí na přísná pravidla stanovená v zákoně o zeleném pásu (Green Belt). V protikladu k téte skutečnosti je jižní část oblasti, sousedící s Temží, zařazena do plánu rozvoje údolí Temže (Thames Gateway). Plánuje se zřízení nových otevřených prostranství a rozsáhlá obytná sídliště.
- Ardleigh Green
- Chase Cross
- Collier Row
- Elm Park
- Emerson Park
- Gidea Park
- Harold Hill
- Harold Wood
- Havering-atte-Bower
- Hornchurch
- North Ockendon
- Rainham
- Romford
- Upminster
- Wennington

## Doprava
Silnice M25 tvoří část hranice městské části na západě. A12 (poblíž Romfordu) a A13 (poblíž Rainhamu) jsou hlavními dopravními tepnami pro spojení s centrem Londýna a spojení mezi severem a jihem obvodu.
Trasa Londýnského metra District Line prochází středem obvodu se zastávkami Elm Park, Hornchurch, Upminster Bridge a Upminster. Spojení okrajových částí obvodu s Romfordem a s částmi města mimo hranice obvodu je zajišťována hustou sítí autobusových tratí.
Železniční trasa London, Tilbury and Southend Railway provozována společností c2c prochází obvodem ve dvou místech. Hlavní trať, která má podobný směr jako trasa metra, vede do Upminsteru, zatímco vedlejší trať vede do Rainhamu. Trasa Great Eastern Main Line provozována společností one prochází severní částí obvodu se zastávkami v Romfordu, Gidea Parku a Harold Woodu. Upminsterská větev této trasy má zastávky v Emerson Parku a Upminsteru.

### Železniční zastávky a stanice metra
- Elm Park tube station – District Line
- Emerson Park railway station – 'one' Great Eastern
- Gidea Park railway station – 'one' Great Eastern
- Harold Wood railway station – 'one' Great Eastern
- Hornchurch tube station – District Line
- Rainham railway station – c2c
- Romford railway station – 'one' Great Eastern
- Upminster station – District Line, c2c a 'one' Great Eastern
- Upminster Bridge tube station – District Line

## Zajímavá místa
- Langtons
- Liberty Shopping Centre
- Queen's Theatre
- Romford Market
- Upminster Windmill

## Volební obvody do Parlamentu
- Hornchurch
- Romford
- Upminster